# Casbia ammophila
Casbia ammophila là một loài bướm đêm trong họ Geometridae.